# کامکست
کامکست (به انگلیسی: Comcast) شرکت رسانه‌ای چندملیتی آمریکایی است که در زمینه مدیریت رسانه‌های گروهی، همچنین ارائه خدمات اطلاعاتی و ارتباطاتی فعالیت می‌کند. این شرکت بزرگ‌ترین اپراتور شبکه‌های کابلی و تلویزیون‌های کابلی در آمریکا، یکی از بزرگ‌ترین ارائه‌دهندگان خدمات اینترنت خانگی و پهنای باند اینترنتی، همچنین سومین ارائه‌کننده خدمات تلفن‌ثابت در ایالات متحده آمریکا می‌باشد.
شرکت کامکست در سال ۱۹۶۳ توسط رالف رابرتز، در شهر توپلوو، میسیسیپی تأسیس شد و هم‌اکنون خدمات خود را در قالب دو بخش خانگی و تجاری در ۴۰ ایالت آمریکا عرضه می‌کند. دفتر مرکزی این شرکت در برج کامکست، در شهر فیلادلفیا، پنسیلوانیا مستقر می‌باشد و بخشی از سهام آن در بازار بورس نیویورک معامله می‌شود و بخشی از شاخص نزدک-۱۰۰ به‌شمار می‌آید.